# Triple Crown (snooker)
The Triple Crown kallas inom snooker de tre mest betydelsefulla turneringarna VM, UK Championship och Masters. Dessa titlar är de mest åtråvärda att vinna bland spelarna. VM och UK Championship är rankingturneringar medan Masters är en inbjudningsturnering. Även termen Grand Slam förekommer om dessa tre turneringar, men då räknas ibland även turneringen Grand Prix in.
Om man har vunnit de tre turneringarna under sin karriär, kallas det att man vunnit The Triple Crown. Detta har elva spelare gjort:
| Spelare           | VM                                       | UK Championship                                | Masters                                       |
| ----------------- | ---------------------------------------- | ---------------------------------------------- | --------------------------------------------- |
| Terry Griffiths   | 1979                                     | 1982                                           | 1980                                          |
| Steve Davis       | 1981, 1983, 1984, 1987, 1988, 1989       | 1980, 1981, 1984, 1985, 1986, 1987             | 1982, 1988, 1997                              |
| Alex Higgins      | 1972, 1982                               | 1983                                           | 1978, 1981                                    |
| Stephen Hendry    | 1990, 1992, 1993, 1994, 1995, 1996, 1999 | 1989, 1990, 1994, 1995, 1996                   | 1989, 1990, 1991, 1992, 1993, 1996            |
| John Higgins      | 1998, 2007, 2009, 2011                   | 1998, 2000, 2010                               | 1999, 2006                                    |
| Mark Williams     | 2000, 2003, 2018                         | 1999, 2002                                     | 1998, 2003                                    |
| Ronnie O'Sullivan | 2001, 2004, 2008, 2012, 2013, 2020, 2022 | 1993, 1997, 2001, 2007, 2014, 2017, 2018, 2023 | 1995, 2005, 2007, 2009, 2014, 2016 2017, 2024 |
| Neil Robertson    | 2010                                     | 2013, 2015, 2020                               | 2012, 2022                                    |
| Mark Selby        | 2014, 2016, 2017, 2021                   | 2012, 2016                                     | 2008, 2010, 2013                              |
| Shaun Murphy      | 2005                                     | 2008                                           | 2015                                          |
| Judd Trump        | 2019                                     | 2011, 2024                                     | 2019, 2023                                    |

UK Championship var fram till och med 1983 öppen bara för britter. Detta gjorde att till exempel kanadensaren Cliff Thorburn under större delen av sin karriär inte hade möjlighet att delta och därmed hade sämre möjligheter att kunna vinna The Triple Crown efter att ha vunnit både VM och Masters.
Extra prestigefyllt är det förstås att vinna alla tre turneringarna under en och samma säsong. Inom snooker spelas säsongen höst-vår, vilket innebär att turneringarna i allmänhet infaller under olika år. UK Championship spelas i december, Masters i januari och VM oftast i april-maj. Det har endast hänt fyra gånger att en spelare vunnit de tre titlarna under en säsong:
- Steve Davis (1987/88)
- Stephen Hendry (1989/90 och 1995/96)
- Mark Williams (2002/03)

## Spelare som vunnit två av tre
Följande spelare har enbart vunnit två av de tre turneringarna:
| Masters och UK Championship - Matthew Stevens - Jimmy White - Doug Mountjoy - Ding Junhui | VM och UK Championship - Peter Ebdon - John Parrott | VM och Masters - Ray Reardon - John Spencer - Cliff Thorburn - Dennis Taylor |

Bland kända spelare som bara vunnit en av de tre tävlingarna märks Ken Doherty och Paul Hunter

## Spelare med fler än en Triple Crown-titel
| Namn              | VM | UK Champ | Masters | Totalt |
| ----------------- | -- | -------- | ------- | ------ |
| Ronnie O'Sullivan | 7  | 7        | 7       | 21     |
| Stephen Hendry    | 7  | 5        | 6       | 18     |
| Steve Davis       | 6  | 6        | 3       | 15     |
| John Higgins      | 4  | 3        | 2       | 9      |
| Mark Selby        | 3  | 2        | 3       | 8      |
| Ray Reardon       | 6  | 0        | 1       | 7      |
| Mark Williams     | 3  | 2        | 2       | 6      |
| Alex Higgins      | 2  | 1        | 2       | 5      |
| Neil Robertson    | 1  | 3        | 1       | 5      |
| John Spencer      | 3  | 0        | 1       | 4      |
| Cliff Thorburn    | 1  | 0        | 3       | 4      |
| Terry Griffiths   | 1  | 1        | 1       | 3      |
| Shaun Murphy      | 1  | 1        | 1       | 3      |
| Judd Trump        | 1  | 1        | 1       | 3      |
| Doug Mountjoy     | 0  | 2        | 1       | 3      |
| Ding Junhui       | 0  | 2        | 1       | 3      |
| Paul Hunter       | 0  | 0        | 3       | 3      |
| John Parrott      | 1  | 1        | 0       | 2      |
| Peter Ebdon       | 1  | 1        | 0       | 2      |
| Dennis Taylor     | 1  | 0        | 1       | 2      |
| Jimmy White       | 0  | 1        | 1       | 2      |
| Matthew Stevens   | 0  | 1        | 1       | 2      |